# 桜宮市
桜宮市（さくらのみやし）は、平成の大合併において埼玉県久喜市、幸手市、北葛飾郡鷲宮町の3市町の合併により、2005年（平成17年）5月1日に誕生する予定だった市。

## 経過

### 久喜市の主導による合併協議開始
久喜市は幸手市・蓮田市等の周辺自治体に呼びかけ、埼玉県北東部9市町による「30万人田園都市構想」を提唱していたが、独自路線を取る自治体が多かったため、合併協議に唯一応じた鷲宮町と、2003年4月に合併協議会を設置した。

### 幸手市の参加
幸手市は当初、県は異なるが経済圏や生活圏が同一であることから、隣接する茨城県猿島郡五霞町との越県合併を推進し、法定協議会を設置して準備を進めていた。しかし、合併後の帰属県など越境合併特有の難点もあり、市民の間で越県合併への反対運動が起こり、この運動が越県合併推進派であった増田実市長に対するリコール運動へ発展し、発議自体は無効となったものの増田市長は責任を取って辞職した。2003年（平成15年）11月22日に出直し市長選が行われ、越県合併反対派から立候補した元久喜市水道部長の町田英夫が新市長に当選。この結果を受けて同じ埼玉県内での合併へと方針転換し、同年12月に久喜市と鷲宮町が設置していた合併協議会へ加わった。

### 新市名への反対と住民投票
2004年5月26日、一般公募に寄せられた2525通の意見から新市名を「桜宮市」に決定した。この名称は桜の名所として知られる幸手市の権現堂堤と鷲宮町の鷲宮神社に由来するが、当初から合併構想を主導し、3市町で最大の人口を有する久喜市が名称の由来から外れていることに対して、久喜市民の間に反発が生じ、各市町で住民投票を実施することになった。その他の新市名案は、「さくら市」「みどり市」「ゆめ未来市」などのひらがな地名や、「美咲市」「桜花市」「彩都市」「緑市」などの田園都市構想に基づく瑞祥地名が主であった。また合成地名の「幸喜宮市（さきみやし）」もあった。
同年9月19日、各市町で住民投票の投開票が実施された。投票率は3市とも有権者の過半数に達し、投票が成立した。その結果、幸手市と鷲宮町では賛成が過半数に達したが、久喜市では反対が上回り、3市町での合併構想は白紙撤回されることになった。
| 市町   | 投票率  | 賛成  | 反対  |
| ------ | ------- | ----- | ----- |
| 久喜市 | 53.53％ | 13748 | 16904 |
| 幸手市 | 62.10％ | 15488 | 11874 |
| 鷲宮町 | 55.07％ | 12089 | 2532  |

同年11月30日、住民投票の結果を受けて久喜市・幸手市・鷲宮町合併協議会は解散した。

### 新制・久喜市の誕生
その後、2007年に再び久喜市の主導で、鷲宮町と南埼玉郡菖蒲町及び白岡町の4市町で新たな枠組みの合併協議が開始され、後に北葛飾郡栗橋町も協議に加わったが、12月14日に白岡町は蓮田市との合併協議開始を理由に協議会を離脱した。幸手市も協議会に再度参加する意向を表明したものの、協議会側が「市議会の同意」を条件としたことから、合併特例法の期限である2010年3月に手続きが間に合わないとしてこれを拒否し、単独で存続することとなった。
久喜市と鷲宮町、菖蒲町、栗橋町は、2010年（平成22年）3月23日に合併し、新市名は「久喜市」（新制）に決定した。なお、住所の表示については「大字」を削除した上で、久喜市・栗橋町・鷲宮町では原則として変更なし、菖蒲町では元の大字名の前に「菖蒲町（しょうぶちょう）」を加えることとした。旧市町に重複していた「北」「中央」「東」は旧市町名を冠することとした。また、鷲宮町で交錯していた「わしみや」「わしのみや」の読み方はすべて「わしのみや」に統一することとした。

## 平成の大合併で誕生する予定だった埼玉県の市名
- 彩野市 - 蓮田市・南埼玉郡白岡町・南埼玉郡菖蒲町
- 東埼玉市 - 北葛飾郡栗橋町・北埼玉郡北川辺町・北埼玉郡大利根町
- 武南市 - 川口市・鳩ヶ谷市・蕨市